# Thyssenkrupp Industrial Solutions

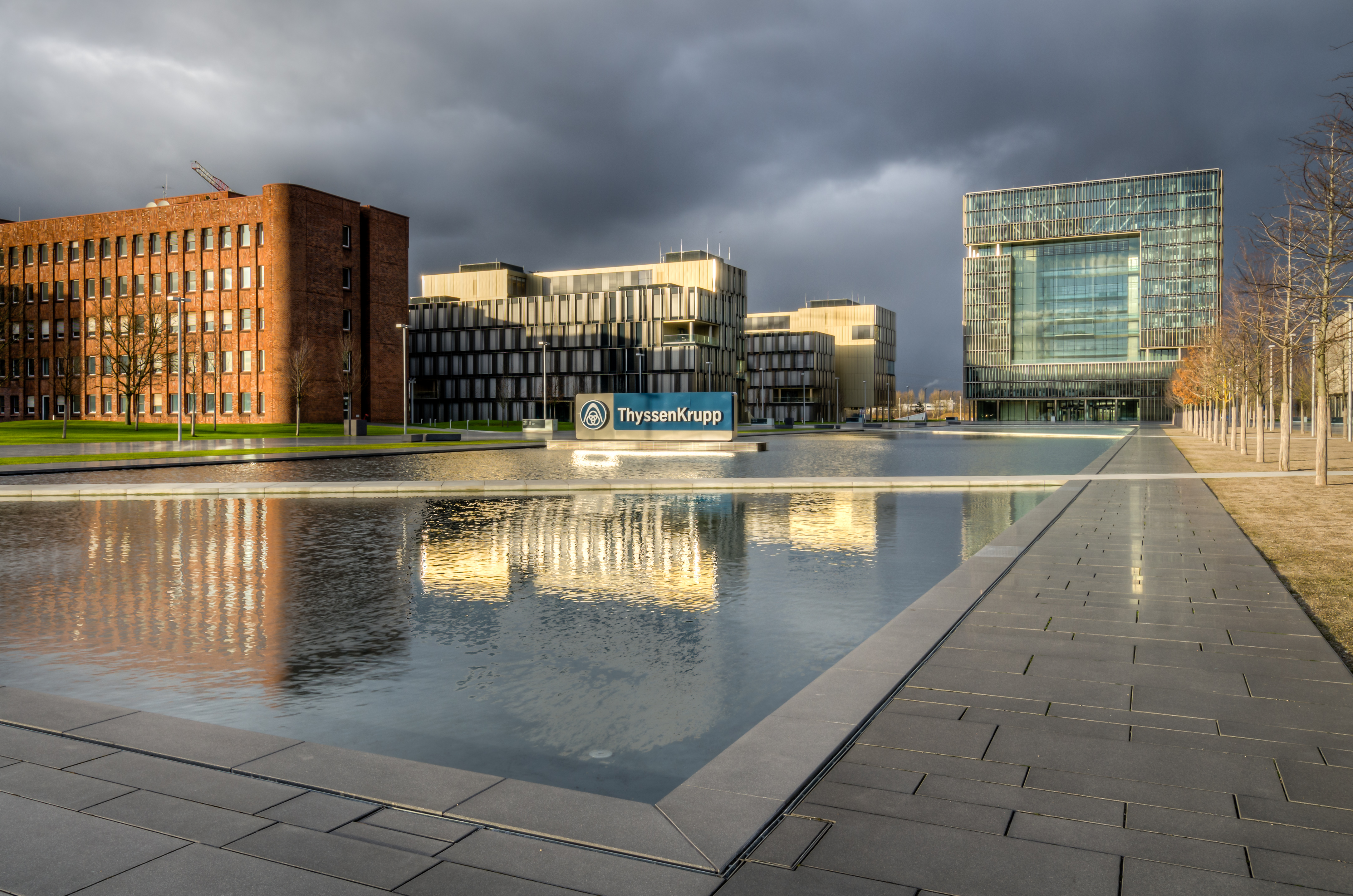
Firmensitz in Essen

Die Thyssenkrupp Industrial Solutions AG (kurz: tkIS) war eine Führungsgesellschaft der gleichnamigen Business Area des diversifizierten deutschen Industriekonzerns Thyssenkrupp AG.
2014 führte der Industriekonzern Thyssenkrupp die beiden bisher eigenständige Anlagenbau-Unternehmen Thyssenkrupp Uhde und Thyssenkrupp Polysius zusammen und begründete damit die Thyssenkrupp Industrial Solutions mit dem Hauptsitz in Essen. Das Unternehmen bietet Chemie-, Raffinerie- und Industrieanlagen an sowie die damit verbundenen Dienstleistungen wie Planung, Wartung oder Schulungen.
Am 31. Mai 2023 wurde die Business Area Thyssenkrupp Industrial Solutions AG aufgelöst und zum 1. Juni 2023 in die Unternehmen Thyssenkrupp Polysius GmbH und Thyssenkrupp Uhde GmbH umfirmiert.
Am 14. September 2023 erfolgte die Eingliederung der Thyssenkrupp Polysius GmbH und Thyssenkrupp Uhde GmbH in das neue grüne Segment: Decarbon Technologies der Thyssenkrupp AG.

## Unternehmensstruktur
Die tkIS teilt sich in mehrere Business Units auf, die auf über 100 Standorte weltweit verteilt sind:
- Chemieindustrie
- Zementindustrie
- Miningindustrie
- Stahlindustrie
- Düngemittelindustrie
- Automobilindustrie
- Marinetechnologie
- Luftfahrtindustrie

Über 70 % aller Arbeitnehmer sind Ingenieure oder Techniker.

## Projekte
Es wurden über 300 Uboote und Überwasserschiffe gefertigt, 2.500 Chemieanlagen gebaut, 17.600 Maschinen und Systeme gefertigt.
Bekannte Projekte waren zum Beispiel (exemplarisch):
- Die erste schlüsselfertige Low Density Ammonium Nitrate (LDAN)-Anlage wurde in Vietnam errichtet. Diese Anlage hat eine Kapazität von 625 Tonnen pro Tag LDAN und deckt damit Vietnams Bedarf an technischem Ammoniumnitrat für die Bau- und Bergbauindustrie.[5]
- der Bau des größten Stickstoffdüngemittelkomplex Ägyptens. Mit dieser Anlage werden 2.400 Tonnen Ammoniak und 3.850 Tonnen Harnstoff pro Tag produziert.[6]
- 2 Polymeranlagen für SASA in der Türkei mit einer Jahreskapazität von 380.000 Tonnen Polyethylenterephthalat.[7]